# Barsauma
Barsauma (em siríaco: ܒܲܪܨܲܘܡܵܐ; romaniz.: Barsaumâ m. 491) foi um metropolita de Nísibis no século V e uma figura importante na história da Igreja do Oriente. Um político capaz, estava em bons termos com Perozes I (r. 459–484) do Império Sassânida, e exercia grande influência na Igreja do Oriente. Como tal, esteve frequentemente em conflito com o católico, ou patriarca da Igreja, primeiro com Babeu e então com Acácio. Sob sua liderança, a Igreja afastou-se da lealdade romana e tornou-se cada vez mais alinhada com o movimento nestoriano, declarado herético no Império Romano.

## Vida
Barsauma tinha sido professor da Escola de Edessa no início de sua carreira, onde seu mentor foi Ibas. Barsauma foi expulso com Ibas e outros religiosos por seu apoio aos ensinamentos nestorianos, declarado herético no Primeiro Concílio de Éfeso em 431. Embora Ibas tenha sido absolvido da acusação de heresia no Concílio de Calcedônia, em 451, após a sua morte em 457 seus companheiros viram-se expulsos de suas posições mais uma vez. Barsauma e outros dos seguidores de Ibas se mudaram para a Pérsia onde a Igreja declarou-se independente de todas as demais igrejas. Barsauma tornou-se metropolita de Nísibis, uma das cinco grandes arquidioceses da Igreja do Oriente. Ele rapidamente tornou-se favorito de Perozes, que preferia sua postura compatível a de Babeu, católico e cabeça da Igreja Persa, a quem se considera um traidor pró-romano. Ao longo do tempo o relacionamento de Barsauma e Babeu tornou-se abertamente antagônico. Barsauma foi fundamental na queda de Babeu, levando a execução deste último por Perozes em 484.
Após a morte de Babeu, Barsauma se tornou a figura mais poderosa da Igreja Persa, embora ele nunca tenha sido elevado à posição de católico. Ele seguiu uma política pró-persa, interação anti-romana, e sob sua liderança, a Igreja adotou um teologia mais nestoriana, embora nunca totalmente tenha aderido a doutrina em sua vida. Ele se dirigiu ao Sínodo de Bete Lapate em 484, o que levou a Igreja adotar alguns ensinamentos nestorianos, e conseguiu que a Igreja reconhece-se Teodoro de Mopsuéstia, o mentor de Nestório, como uma autoridade espiritual em 486, preparando o palco para futuros desenvolvimentos. Em 485 inimigos políticos de Barsauma consagraram o moderado Acácio como católico, na esperança de que ele iria impedir a tomada da Igreja do Oriente pelos nestorianos, porém, apesar de brigar frequentemente com Barsauma, não foi capaz de impedir a vitória da poderosa facção nestoriana. Barsauma morreu por volta de 491, assassinado por alguns dos religiosos chave do período.